# Municipio de Fairmont (Carolina del Norte)
El municipio de Fairmont (en inglés: Fairmont Township) es un municipio ubicado en el  condado de Robeson en el estado estadounidense de Carolina del Norte. En el año 2000 tenía una población de 6.055 habitantes.

## Geografía
El municipio de Fairmont se encuentra ubicado en las coordenadas 34°29′33.28″N 79°6′57.95″O / 34.4925778, -79.1160972.